# Andrena subvelutina
Andrena subvelutina là một loài Hymenoptera trong họ Andrenidae. Loài này được Xu & Tadauchi mô tả khoa học năm 1995.